# Gérard Aschieri
Pour les articles homonymes, voir Aschieri.
Gérard Aschieri, né en 1952 à Marseille, est un dirigeant syndicaliste français.

## Biographie

### Origines et formation
Né de parents italiens originaires du Piémont, il fait ses études secondaires au « petit lycée » Saint-Exupéry, puis prépare le concours de l'École normale supérieure au lycée Thiers. Déjà actif politiquement, il organise une manifestation dans le lycée pour empêcher l'exclusion d'un élève. Après son admission, il adhère à la section locale du SNES. Reçu deuxième à l'agrégation de Lettres classiques en 1974, il est affecté, à la fin de son service militaire, dans un collège de Seine-Saint-Denis.

### Carrière de syndicaliste
En 1979 il entre à la direction nationale du SNES, sous la bannière du courant Unité et action. Il est alors proche du Parti communiste français, après avoir été militant de l'Union des Étudiants Communistes (UEC) dans ses années d'études.
Au SNES, il est responsable national du secteur « corporatif », rebaptisé « statuts et carrières ». Il participe donc à l'élaboration des revendications du syndicat pour ce qui concerne la situation individuelle et collective des enseignants des lycées et collèges : élévation du niveau de qualification, unification des corps « vers le haut », réduction des maxima de service, résorption de la précarité…
En 1989, après la très forte mobilisation des enseignants pour la revalorisation de leurs carrières, il fait partie des négociateurs syndicaux qui finissent par obtenir, contre l'avis du Premier Ministre Michel Rocard, et de Claude Allègre, alors principal conseiller du ministre de l'Éducation nationale, Lionel Jospin, une revalorisation « sèche » des enseignants du second degré.
Ce succès syndical va participer du renversement de rapport de force au sein de la FEN. Le SNES démontre alors qu'il est capable de passer « par-dessus » la fédération pour négocier directement les intérêts de ses syndiqués, alors que la direction fédérale privilégie une revalorisation des instituteurs (qui sera néanmoins obtenue en même temps que celle des professeurs par la création du corps des professeurs des écoles, à la rémunération alignée sur celle des professeurs certifiés).
Après l'exclusion du SNES de la FEN, et la scission de 1992, Gérard Aschiéri se retrouve responsable du secteur « Fonction publique » de la toute nouvelle Fédération syndicale unitaire (FSU), créée par les minoritaires de la FEN. 
Après la défection surprise de Michel Deschamps, secrétaire général de la FSU qui s'engage en 1999 sur la liste communiste pour les élections européennes, et deux années de direction en tandem associant Monique Vuaillat et Daniel Le Bret, puis Pierre Duharcourt, Gérard Aschiéri est élu Secrétaire général de la FSU en 2001. Il est réélu secrétaire général en 2004, lors d'un congrès fédéral marqué par de lourds affrontements sur la question de l'élargissement du champ de syndicalisation de la FSU à l'ensemble des fonctionnaires. En janvier 2007, lors du Congrès fédéral qui se tient dans sa ville natale, il est réélu pour un troisième et ultime mandat. Il achève ce mandat le 5 février 2010 et est remplacé par Bernadette Groison.
Depuis 2010, il est membre du conseil économique, social et environnemental. En octobre 2015, il se porte candidat à la présidence du conseil économique, social et environnemental avec le soutien de la FSU, de la CGT et de l'Union syndicale Solidaires.

### Engagement politique
En 2010, il soutient la liste du Front de Gauche aux élections régionales.
En 2011, il soutient publiquement Jean-Luc Mélenchon candidat du Front de gauche à l'élection présidentielle.
En 2014, il s'engage aux côtés de Nouvelle Donne.

## Publications
- Faut-il supprimer la carte scolaire ?, Magnard (2009), coécrit avec Alain Madelin
- Publique ou privée : quelle école pour nos enfants ?, coécrit avec Patrick Roux et Bruno Poucet, collection Le Choc des idées, Le Muscadier, 2012[8]  (ISBN 979-10-90685-06-2)
- La Fonction publique du XXIe siècle, coécrit avec Anicet Le Pors, janvier 2015, Éditions de l'Atelier[9],[10]  (ISBN 978-2-7082-4298-2)